# Weverse
Weverse (Hangul: 위버스) là một phương tiện truyền thông xã hội và dịch vụ mạng xã hội trực tuyến của Hàn Quốc thuộc sở hữu của Hybe Corporation. Ứng dụng chuyên lưu trữ nội dung đa phương tiện và giao tiếp giữa nghệ sĩ với người hâm mộ. Dịch vụ thương mại điện tử đi kèm của ứng dụng là Weverse Shop (trước đây là Weply) chuyên cung cấp sản phẩm liên quan đến nhóm nhạc và hàng hóa độc quyền trên Weverse.
Weverse lưu trữ nhiều nội dung miễn phí hoặc có tính phí, bao gồm video giáo dục và giải trí, phong cách cập nhật theo Instagram Story, tương tác giữa nghệ sĩ với người hâm mộ và nền tảng để người dùng kết nối với nhau. Ứng dụng này thường được sử dụng để đăng tải thông báo chính thức của Hybe (trước đây là Big Hit Entertainment) thay mặt cho nghệ sĩ trong công ty con.
Ứng dụng được phát triển bởi công ty con công nghệ của Hybe là Weverse Company (trước đây là beNX). Tính đến năm 2022, Weverse có hơn 6,8 triệu người dùng hàng tháng.

## Phát triển
Ứng dụng được phát triển bởi Weverse Company (trước đây là beNX), một công ty con công nghệ của Hybe Corporation (trước đây là Big Hit Entertainment) chuyên về nền tảng kỹ thuật số và dịch vụ khách hàng. Theo chủ tịch Seo Woo-seok của Weverse Company, ứng dụng được phát triển nhằm cung cấp một nền tảng cho các nghệ sĩ K-pop tương tác với người hâm mộ "ở một cấp độ sâu hơn" so với YouTube hoặc Twitter, vốn nhấn mạnh vào việc phân phối nội dung qua giao tiếp. Đồng CEO Lenzo Yoon của Hybe mô tả ứng dụng này như một "dịch vụ một cửa trong ngành công nghiệp âm nhạc".
Theo CEO Jenny Zha của công ty tư vấn truyền thông kỹ thuật số Infinitize, "những người dẫn đầu thị trường như BTS" trong K-pop, người thu hút được lượng người hâm mộ đáng kể, không còn cần phải tập trung vào việc được khám phá mà thay vào đó là kỹ năng kiếm tiền và quyền sở hữu nội dung của riêng họ. Trong một buổi phỏng vấn với Billboard, Zha cho biết "các công ty muốn [...] tạo ra một tài sản mà họ có thể sở hữu và huy động cho các nghệ sĩ khác và dự án liên doanh vì họ biết rằng người hâm mộ sẽ theo dõi nội dung ở bất cứ nơi đâu. Chúng tạo ra sự an toàn hơn cho công ty về mặt lâu dài."
Hybe ra mắt nền tảng thương mại điện tử Weply vào tháng 6 năm 2019. Sau này trở thành ứng dụng Weverse Shop.
Tin tức về sự phát triển của ứng dụng lần đầu tiên được công bố vào tháng 10 năm 2019 thông qua một quảng cáo được hiển thị trước chuyến lưu diễn Love Yourself: Speak Yourself kéo dài 3 ngày của BTS tại sân vận động ở Seoul, Hàn Quốc. Quảng cáo được phát cho 130.000 người tham dự buổi hòa nhạc trực tiếp cũng như khán giả xem qua buổi phát sóng trực tiếp và tại rạp chiếu phim.
Ngày 27 tháng 1 năm 2021, Naver Corporation thông báo về việc chuyển nhượng kinh doanh dịch vụ V Live của họ cho Weverse Company và sự tích hợp của dịch vụ với nền tảng Weverse.

## Ứng dụng

### Nền tảng
Weverse hiện có sẵn dưới dạng trang web, ứng dụng tập trung vào giải trí, giao tiếp và ứng dụng thương mại điện tử có tên Weverse Shop. Cả hai ứng dụng đều có sẵn miễn phí cho hệ điều hành iOS trên App Store và cho hệ điều hành Android trên Google Play Store. Ứng dụng và trang web của Weverse chuyên lưu trữ nhiều nội dung miễn phí hoặc có tính phí, bao gồm video, phong cách cập nhật theo Instagram Story và tương tác giữa nghệ sĩ với người hâm mộ để người dùng có thể kết nối với nhau.

## Nghệ sĩ
- TXT[1]
- BTS
- GFriend
- Seventeen[2][5]
- Enhypen[12]
- NU'EST[13]
- CL[14]
- P1Harmony[15]
- Weeekly[16]
- Sunmi[17]
- Henry Lau[18]
- Dreamcatcher[19]
- Gracie Abrams
- Cherry Bullet[20]
- New Hope Club[21]
- Alexander 23[22]
- Mirae[23]
- Treasure[24]
- Letteamor[25]
- Jeremy Zucker[26]
- PrettyMuch[27]
- Woo!ah![28]
- MAX[29]
- F.T. Island[30]
- Everglow[31]
- IKon[32]
- Just B[33]
- Mad Monster[34]
- Blackpink[35]
- STAYC[36]
- Lil Huddy[37]
- Purple Kiss[38]
- fromis 9[39]
- Prikil[40]
- Winner[41]
- Oneus[42]
- Ravi
- Kim Junsu
- Verivery
- Up10tion
- Lee Jin-hyuk[43]
- XG[44]
- Le Sserafim[45]
- Blitzers
- Kingdom[46]
- Yoon Ji-sung[47]
- Hwang Min-hyun[48]
- Baekho[48]

## Nội dung

### BTS
BTS tham gia Weverse vào ngày 1 tháng 7 năm 2019.
BTS thông báo trong buổi hòa nhạc cuối cùng của chuyến lưu diễn Love Yourself: Speak Yourself ở Seoul rằng mùa 4 của chương trình thực tế hàng năm Bon Voyage sẽ dừng phát sóng trên dịch vụ phát video V Live của Hàn Quốc, nơi phát sóng 3 mùa đầu tiên và sẽ chuyển sang nền tảng mới là Weverse. Mùa 4 của Bon Voyage có sẵn bằng cách mua trực tiếp trên ứng dụng Weverse Shop hoặc mua tư cách thành viên hàng năm cho câu lạc bộ người hâm mộ toàn cầu của BTS. BeNX đã báo cáo doanh thu của Bon Voyage cho mùa 4 đã vượt qua 3 mùa được phát sóng trước đó trên V Live+.
Tháng 8 năm 2019, BTS phát hành một bộ phim tài liệu bao gồm 6 tập có tính phí trên Weverse mang tên Bring the Soul: Docu-Series, phần mở rộng của bộ phim tài liệu Bring the Soul: The Movie năm 2019 của BTS. Tập đầu tiên được phát sóng trên Weverse vào ngày 27 tháng 8 và kết thúc vào ngày 1 tháng 10. Mỗi tập phim tập trung vào một chủ đề liên quan đến chuỗi album Love Yourself của nhóm và giới thiệu nội dung từ chuyến lưu diễn thế giới Love Yourself World Tour.
Ngày 22 tháng 3 năm 2020, Hybe Corporation phát hành loạt video mang tên "Learn Korean With BTS" trên ứng dụng Weverse. Dự án được đề cập lần đầu tiên vào tháng 2 trong một buổi họp báo trực tiếp được phát sóng trên kênh YouTube của Hybe Labels, trong đó Bang Si-hyuk giải thích rằng dự án dự định "khiến chúng trở nên dễ dàng và thú vị hơn cho người hâm mộ toàn cầu gặp khó khăn khi thưởng thức âm nhạc và nội dung của BTS do rào cản ngôn ngữ." Ý tưởng cho dự án được nảy sinh khi người hâm mộ đồng loạt yêu cầu cung cấp phụ đề tiếng Anh cho những video của BTS. Chúng bao gồm 30 bài học kéo dài 3 phút về cách diễn đạt và ngữ pháp tiếng Hàn, trong đó có sử dụng nội dung của BTS hiện có sẵn trên YouTube và V Live, chẳng hạn như Run BTS và "Bangtan Bomb". Loạt video được phát triển với sự cộng tác của các chuyên gia tại Viện Nội dung Ngôn ngữ Hàn Quốc và Đại học Ngoại ngữ Hàn Quốc. Hybe Corporation cũng thông báo ý định phát triển nhiều chương trình giáo dục hơn cho các nghệ sĩ khác trong công ty. Ba tập đầu tiên được phát hành vào ngày 24 tháng 3 với những video tiếp theo được đăng tải vào thứ Hai hàng tuần, điều này sau đó dẫn đến việc hình thành bộ phận giáo dục Hybe Edu của Hybe.
Ngày 28 tháng 2 năm 2021, Big Hit Music sử dụng Weverse để đưa ra một thông báo chính thức về việc hủy bỏ 4 buổi diễn đầu tiên trong chuyến lưu diễn thế giới thứ tư Map of the Soul Tour của BTS, trước sự bùng nổ của đại dịch COVID-19 tại Hàn Quốc.

### GFriend
GFriend tham gia Weverse vào ngày 1 tháng 8 năm 2019. Ngày 1 tháng 7 năm 2021, sau khi GFriend kết thúc hợp đồng với Source Music vào ngày 22 tháng 5, một số thay đổi đã được thực hiện đối với trang Weverse của GFriend với tính năng tạo bài đăng mới và chỉnh sửa hồ sơ bị vô hiệu hóa. Tuy nhiên, tính năng khác vẫn có thể sử dụng.

## Buổi hòa nhạc
| Ngày              | Tên                                           | Địa điểm                                               | Tổ chức              | Người tham dự | Nguồn  |
| ----------------- | --------------------------------------------- | ------------------------------------------------------ | -------------------- | ------------- | ------ |
| 31 tháng 12, 2020 | 2021 NEW YEAR'S EVE LIVE presented by Weverse | Weverse (trực tuyến)                                   | Weverse, Hybe Labels | —             | [ 55 ] |
| 31 tháng 12, 2021 | 2022 Weverse Con [New Era]                    | Hội trường 4 KINTEX (trực tiếp) Venewlive (trực tuyến) | Hybe, Weverse        | TBA           | [ 56 ] |